# Происшествие с Boeing 747 у Гонолулу
Происшествие с Boeing 747 под Гонолулу — авиационная катастрофа, произошедшая в пятницу 24 февраля 1989 года. Авиалайнер Boeing 747-122 авиакомпании United Airlines выполнял плановый межконтинентальный рейс UA811 по маршруту Лос-Анджелес—Гонолулу—Окленд—Сидней, но через 16 минут после вылета из Гонолулу, во время полёта над Тихим океаном, у лайнера произошло открытие и отделение двери грузового отсека в носовой части вместе с отрывом части фюзеляжа; вследствие взрывной декомпрессии погибли 9 пассажиров, вылетевшие из салона вместе с креслами. Повреждённый самолет благополучно приземлился в аэропорту Гонолулу (Гавайские острова). Из находившихся на его борту 355 человек (337 пассажиров и 18 членов экипажа) погибли 9, ещё 38 получили ранения.

## Самолёт
Boeing 747-122 (регистрационный номер N4713U, заводской 19875, серийный 089) был выпущен в 1970 году (первый полёт совершил 20 октября). 3 ноября того же года был передан авиакомпании United Airlines. Оснащён четырьмя двухконтурными турбовентиляторными двигателями Pratt & Whitney JT9D-7A. На день происшествия 18-летний авиалайнер совершил 15 027 циклов «взлёт-посадка» и налетал 58 814 часов.

## Экипаж
Самолётом управлял очень опытный экипаж, состав которого был таким:
- Командир воздушного судна (КВС) — 59-летний Дэвид М. Кронин (англ. David M. Cronin). Очень опытный пилот, проработал в авиакомпании United Airlines 34 года и 2 месяца (с 10 декабря 1954 года). Управлял самолётами Learjet, Convair 240, Convair 340, Convair 440, Boeing 727, Douglas DC-8 и McDonnell Douglas DC-10. В должности командира Boeing 747 — с декабря 1985 года. Налетал свыше 28 000 часов, свыше 3300 из них на Boeing 747.
- Второй пилот — 48-летний Грегори А. Слэйдер (англ. Gregory A. Slader). Очень опытный пилот, проработал в авиакомпании United Airlines 23 года и 8 месяцев (с 15 июня 1964 года). Управлял самолётами Boeing 727, Boeing 737 и McDonnell Douglas DC-10. В должности второго пилота Boeing 747 — с августа 1987 года. Налетал свыше 14 500 часов, свыше 300 из них на Boeing 747.
- Бортинженер — 46-летний Рэндал М. Томас (англ. Randal M. Thomas). Проработал в авиакомпании United Airlines 19 лет и 9 месяцев (с 22 мая 1969 года). В должности бортинженера Boeing 747 — с марта 1987 года. Налетал свыше 20 000 часов, свыше 1200 из них на Boeing 747.

В салоне самолёта работали 15 бортпроводников:
- Лора Брентлингер (англ. Laura Brentlinger), 38 лет. В United Airlines с апреля 1972 года, для полётов на Boeing 747 была квалифицирована с 19 сентября 1988 года.
- Сара Шэнахэн (англ. Sarah Shanahan), 42 года. В United Airlines с августа 1967 года, для полётов на Boeing 747 была квалифицирована с 10 октября 1988 года.
- Ричард Лэм (англ. Richard Lam), 41 год. В United Airlines с апреля 1970 года, для полётов на Boeing 747 был квалифицирован с 16 сентября 1988 года.
- Джон Хорита (англ. John Horita), 44 года. В United Airlines с июня 1970 года, для полётов на Boeing 747 был квалифицирован с 1 ноября 1988 года.
- Кёртис Кристенсен (англ. Curtis Christensen), 34 года. В United Airlines с февраля 1986 года, для полётов на Boeing 747 был квалифицирован с 12 декабря 1988 года.
- Тина Бланди (англ. Tina Blundy), 36 лет. В United Airlines с мая 1973 года, для полётов на Boeing 747 была квалифицирована с 28 октября 1988 года.
- Жан Накаям (англ. Jean Nakayam), 37 лет. В United Airlines с августа 1973 года, для полётов на Boeing 747 был квалифицирован с 6 декабря 1988 года.
- Мэй Саполу (англ. Mae Sapolu), 38 лет. В United Airlines с февраля 1986 года, для полётов на Boeing 747 был квалифицирован с 13 октября 1988 года.
- Робин Накамото (англ. Robyn Nakamoto), 26 лет. В United Airlines с апреля 1986 года, для полётов на Boeing 747 был квалифицирован с мая 1988 года.
- Эдвард Литгоу (англ. Edward Lythgoe), 37 лет. В United Airlines с декабря 1978 года, для полётов на Boeing 747 был квалифицирован с 21 октября 1988 года.
- Шэрол Престон (англ. Sharol Preston), 39 лет. В United Airlines с июля 1970 года, для полётов на Boeing 747 была квалифицирована с 29 июля 1988 года.
- Рикки Умехира (англ. Ricky Umehira), 35 лет. В United Airlines с ноября 1983 года, для полётов на Boeing 747 был квалифицирован с 15 ноября 1988 года.
- Даррелл Блэнкеншип (англ. Darrell Blankenship), 28 лет. В United Airlines с февраля 1984 года, для полётов на Boeing 747 был квалифицирован с 10 февраля 1988 года.
- Линда Ширли (англ. Linda Shirley), 30 лет. В United Airlines с марта 1979 года, для полётов на Boeing 747 была квалифицирована с 3 ноября 1988 года.
- Илона Бенуа (англ. Ilona Benoit), 48 лет. В United Airlines с февраля 1986 года, для полётов на Boeing 747 была квалифицирована с 17 ноября 1988 года.

## Хронология событий

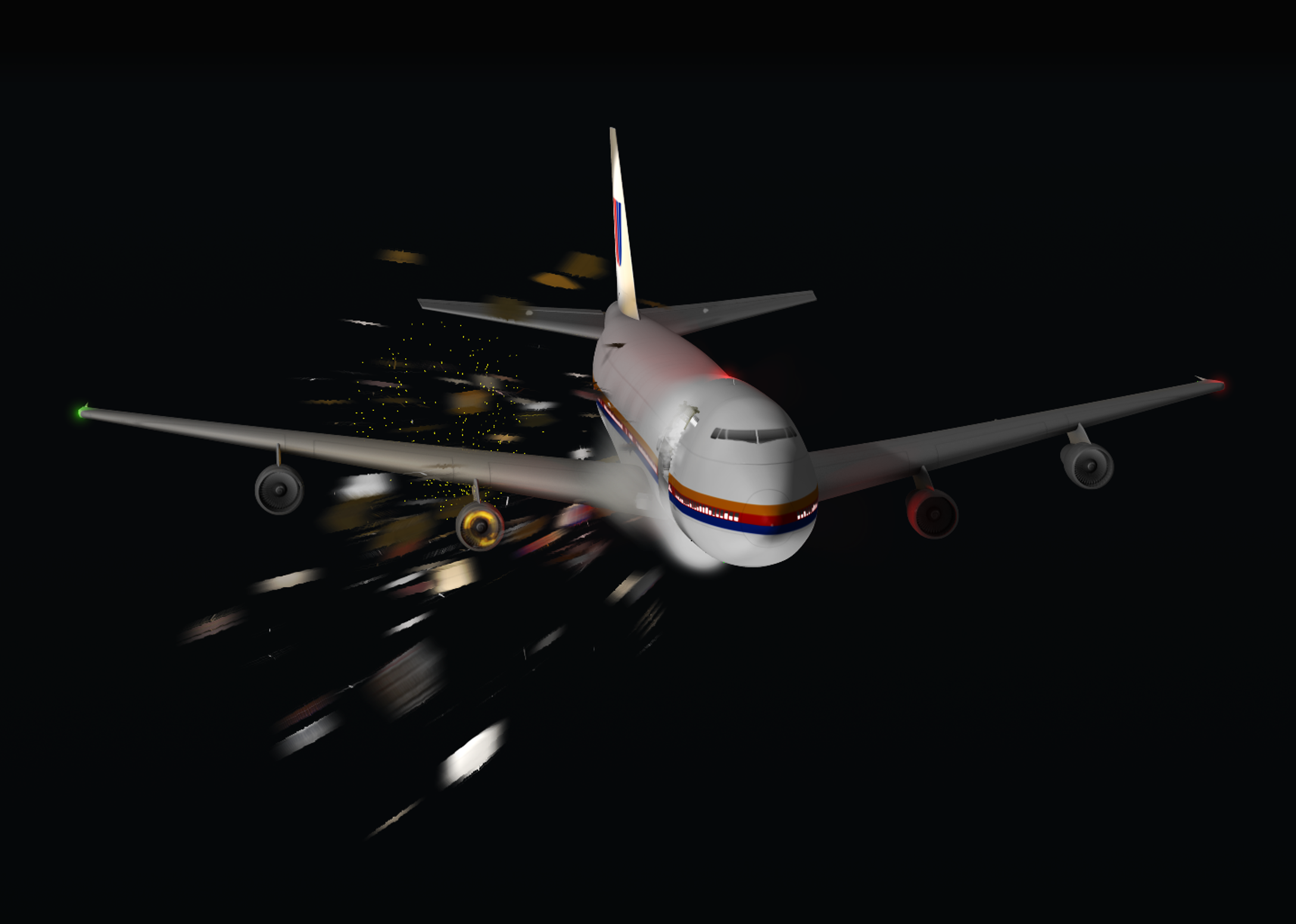
Компьютерная реконструкция происшествия (момент отрыва двери грузового отсека)

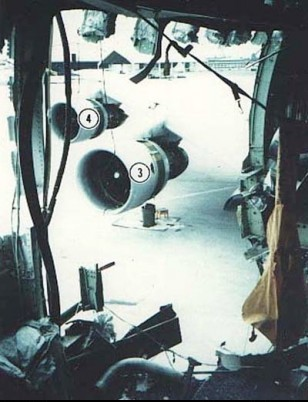
Повреждения рейса 811 (вид из пассажирского салона)

Рейс UA811 вылетел из Гонолулу в Окленд в 01:52 HST, на его борту находились 18 членов экипажа и 337 пассажиров. Во время набора высоты экипаж решил обойти грозовой фронт. Предвидя турбулентность, командир не стал выключать табло «FASTEN SEATBELT» («ЗАСТЕГНИТЕ РЕМНИ»), что впоследствии спасло жизни многих пассажиров.
Примерно в 02:08 HST на высоте между эшелонами FL220 (6700 метров) и FL230 (7000 метров) в салоне бизнес-класса послышался металлический скрежет, а затем громкий стук. 1,5 секунды спустя передняя дверь грузового отсека оторвалась от самолёта, образовав огромную дыру в фюзеляже. Внезапный перепад давления привёл к отрыву и исчезновению в образовавшемся отверстии 11 кресел (места G8-12, H8-12 и 9F), что привело к гибели 9 пассажиров (места G8 и G12 были незанятыми); также в момент отрыва части фюзеляжа едва не погибла стюардесса Саполу. Взрывная волна, вырвавшая дверь грузового отсека, вывела из строя аварийную систему подачи кислорода для пассажиров и экипажа, которая была расположена в районе грузовой двери. Экипаж приступил к аварийному снижению и выполнил разворот самолёта на 180° для возврата в Гонолулу.
Дверь грузового отсека и другие предметы, вылетавшие из самолёта, повредили правое крыло, правый горизонтальный и вертикальный хвостовые стабилизаторы и оба правых двигателя (№3 и №4), чем вызвали пожар в них. Экипаж был вынужден отключить сначала двигатель №3, а затем и двигатель №4 и продолжать лететь на двух оставшихся левых двигателях (№1 и №2). Для достижения приемлемой посадочной массы был произведён сброс авиатоплива.
В 02:34 HST рейс UA811 совершил аварийную посадку в аэропорту Гонолулу. Во время посадки закрылки и предкрылки из-за полученных повреждений не смогли выйти полностью, что вынудило экипаж поддерживать повышенную посадочную скорость 350-370 км/ч. Тем не менее пилоты сумели остановить самолёт до конца взлётной полосы. После посадки все пассажиры были эвакуированы менее чем за 45 секунд. Из 355 человек на борту самолёта погибли 9 (в момент декомпрессии), ранения различной степени тяжести (серьёзное — вывих плеча) получили 38 человек — 16 членов экипажа (один из пилотов и вся бригада бортпроводников) и 22 пассажира.

### Имена погибших пассажиров
- Ли Кэмпбелл (англ. Lee Campbell) (Веллингтон, Новая Зеландия),
- Гарри Крейг (англ. Harry Craig) (Морристаун, Нью-Джерси, США),
- Сьюзан Крейг (англ. Susan Craig) (Морристаун, Нью-Джерси, США),
- доктор Дж. Майкл Кроуфорд (англ. Dr. J. Michael Crawford) (Сидней, Австралия),
- Энтони Фаллон (англ. Anthony Fallon) (Лонг-Бич, Калифорния, США),
- Барбара Фаллон (англ. Barbara Fallon) (Лонг-Бич, Калифорния, США),
- Мэри Хендли (англ. Mary Handley) (Бей-Сити, Мичиган, США),
- Роуз Харли (англ. Rose Harley) (Хакенсак, Нью-Джерси, США),
- Джон Свон (англ. John Swann) (Сидней, Австралия).

## Расследование

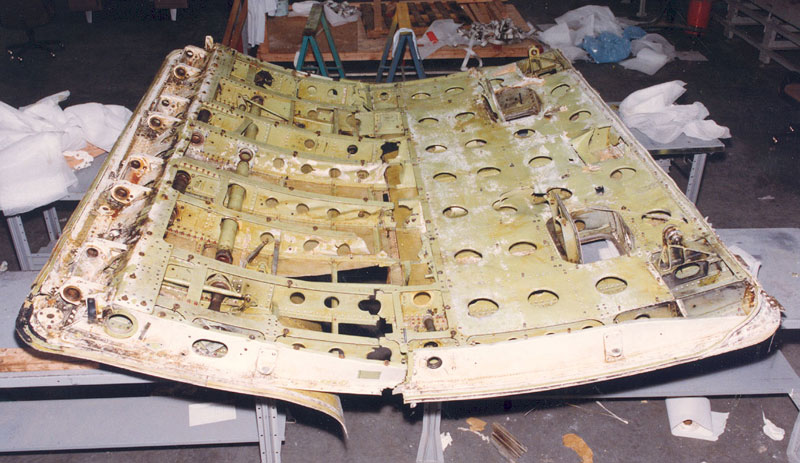
Сорванная дверь грузового отсека рейса 811

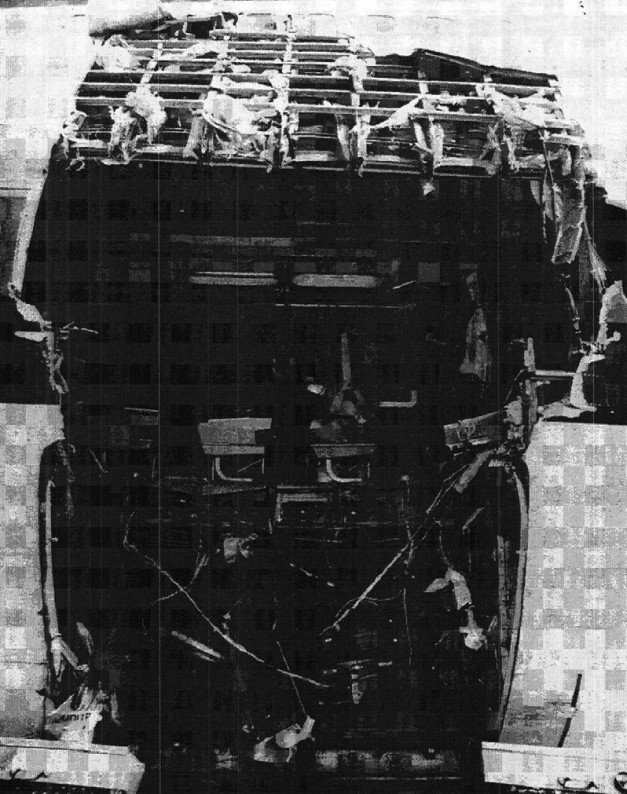
Повреждения правого борта рейса 811

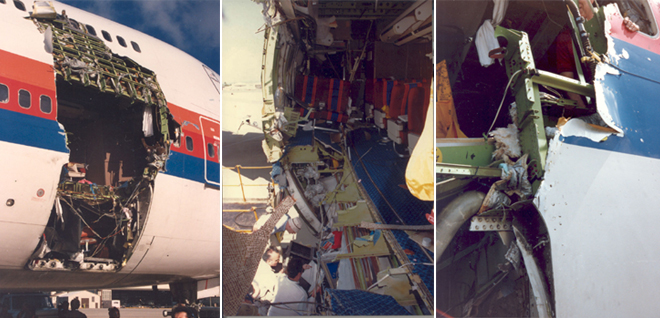
Общий вид повреждений фюзеляжа и пассажирского салона рейса 811

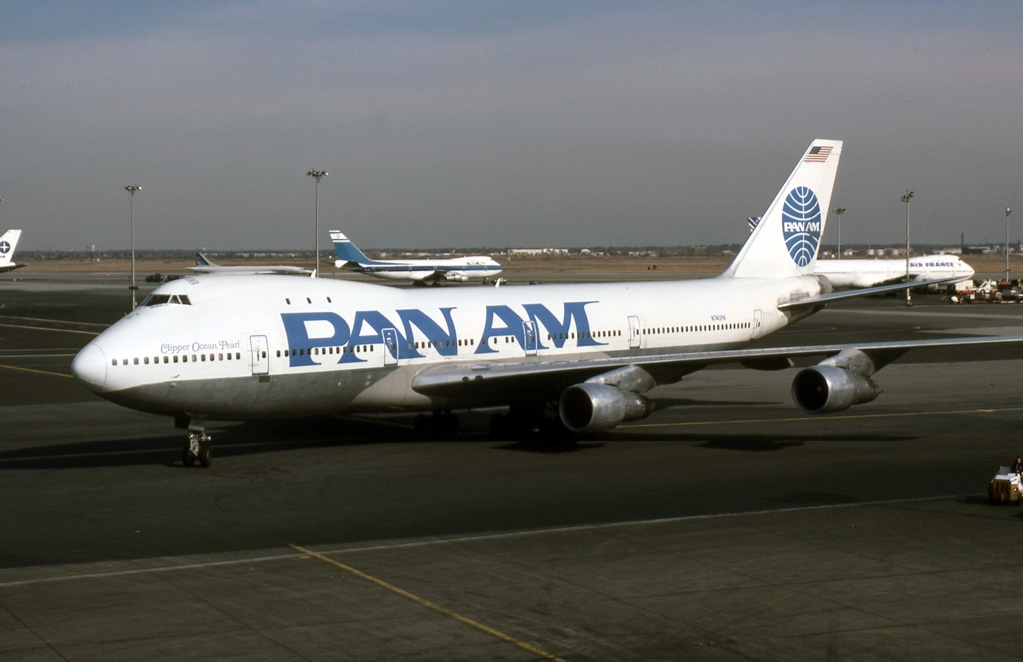
Boeing 747-121 борт N740PA

Расследование причин происшествия с рейсом UA811 проводил Национальный совет по безопасности на транспорте (NTSB).
Версии теракта или усталостных разрушений не нашли подтверждения.
Было опубликовано два окончательных отчёта расследования: первый отчёт был опубликован 16 апреля 1990 года, когда поиски оторвавшейся двери грузового отсека не дали результата. Второй отчёт был опубликован 18 марта 1992 года, когда в результате повторных поисков оторвавшаяся дверь всё-таки была обнаружена в океане на глубине 4300 метров, поднята и изучена.
В обоих отчётах основное внимание было сосредоточено на двери грузового отсека и на причинах, по которым она могла оторваться. Все остальные повреждения крыла и двигателей объяснялись попаданием в них оторвавшейся двери и фрагментов фюзеляжа. Повреждения салона и гибель 9 пассажиров тоже были следствием отрыва двери и последовавшей взрывной декомпрессии.
В запирании двери участвуют следующие механизмы:
- Механизм подъёма («Door lift») — переводит дверь из открытого положения в почти закрытое.
- Механизм прижатия («Pull-in hooks») — плотно притягивает почти закрытую дверь к раме, переводя её в прижатое положение.
- Механизм запирания («Latch cams») — фиксирует дверь в прижатом положении.
- Механизм блокировки («Latch lock») — механически блокирует механизм запирания в закрытом положении, предотвращая случайное отпирание.

Первые три механизма могут приводиться в действие как автоматическими электроприводами, управляемыми одним переключателем, так и вручную. Последний механизм блокировки управляется только вручную при помощи рычага, расположенного снаружи на двери. При перемещении рычага блокировки в положение «заблокировано» отключается питание электроприводов остальных механизмов двери и на пульте бортинженера гаснет табло «FWD CARGO DR», предупреждающее о неправильном положении данной двери.
До осмотра двери (на момент подготовки первого окончательного отчёта) комиссия NTSB полагала, что наиболее вероятной причиной происшествия стало повреждение механизма блокировки в процессе технического обслуживания, заключавшееся в том, что дверь могла выглядеть полностью закрытой, но на самом деле не быть при этом заблокированной. Но после изучения поднятой двери оказалось, что первоначальное заключение было не верным.
На поднятой двери механизм блокировки действительно находился в положении «заблокировано», а механизм запирания находился в положении «почти открыто». Но характер повреждений механизма блокировки указывал на то, что эти повреждения были получены в результате приведения в действие механизма отпирания, когда дверь находилась в заблокированном положении. Подобная ситуация уже возникала ранее — 10 марта 1987 года у Boeing 747-121 авиакомпании Pan American (борт N740PA, имя Clipper Ocean Pearl, рейс PA125 Лондон—Нью-Йорк) возникли проблемы с герметизацией салона (не закончившиеся происшествием) и расследование того инцидента показало, что лепестки механизма блокировки были повреждены при попытке вручную открыть механизм запирания, когда он находился в заблокированном состоянии.
Затем тестирование электрических цепей в схеме автоматического управления дверью выявило, что концевой выключатель S2, отвечающий за отключение электроприводов при блокировке двери, «залип» в замкнутом положении, в то время как остальные аналогичные выключатели сохранили работоспособность после 18 месяцев пребывания на большой глубине. Но тем не менее комиссия NTSB не смогла сделать однозначного вывода, был ли этот выключатель неисправен до происшествия. Также осмотр электропроводки двери выявил, что изоляция некоторых проводов была расплющена вплоть до оголения токонесущих жил. В числе повреждённых оказались и те провода, замыкание которых точно привело бы к включению электропривода механизма отпирания.
Недостатки в конструкции грузовых дверей самолётов были известны еще с 1970-х годов, когда произошли два подобных случая с авиалайнерами McDonnell Douglas DC-10 (рейсы American Airlines-096 и Turkish Airlines-981). Однако эти случаи не были серьёзно приняты во внимание авиационной промышленностью.
13 июня 1991 года (после происшествия с рейсом 811 и до подготовки второго окончательного отчёта) в аэропорту Нью-Йорка ещё у одного Boeing 747-222B авиакомпании United Airlines (борт N152UA) произошло самопроизвольное включение механизма подъёма двери из-за повреждения электропроводки.
На основании этого следователи NTSB остановилась на трёх гипотезах: либо дверь грузового отсека не была должным образом закрыта и заблокирована перед вылетом, либо после должного запирания и блокировки двери она была открыта при помощи ручного привода, либо после должного запирания двери произошло включение электропривода механизма отпирания, который повредил механизм блокировки и смог перевести механизм запирания в то почти открытое состояние, в котором его обнаружили. Первые две гипотезы были отвергнуты ввиду многочисленных свидетельств, что открывание и закрывание двери осуществлялось только при помощи автоматики, а не вручную. Последняя гипотеза допустима с оговоркой, что срабатывание электропривода отпирания произошло задолго до отрыва двери, так как после взлёта срабатывает дополнительное защитное реле, которое отключает питание всей автоматики грузовых дверей и оно было исправно, и на большой высоте детали механизма запирания оказываются настолько сильно прижаты друг к другу перепадом давлений внутри и снаружи самолёта, что электропривод в принципе не мог сдвинуть запор с места.
В заключении говорится, что вероятной непосредственной причиной происшествия стало внезапное открывание передней двери грузового отсека и последующая взрывная декомпрессия. Внезапное открывание приписывается сбою в работе переключателя управления или в проводке, произошедшему до взлёта. Сопутствующим фактором названы конструктивные недостатки механизма блокировки замка двери, которые позволяют двери открыться после того, как она была должным образом закрыта и заблокирована. Также сопутствующим фактором названа несвоевременная реакция производителя самолёта и сертифицирующего органа на данный конструктивный недостаток, который уже был выявлен чуть более чем за 2 года до происшествия.

### Частное расследование
Кевин (англ. Kevin Campbell) и Сьюзен Кэмпбелл (англ. Susan Campbell), родители погибшего в происшествии пассажира Ли Кэмпбелла (англ. Lee Campbell), провели частное расследование случившегося. Расследование Кемпбеллов привело их к выводу, что в конструкции двери грузового отсека был испорчен замковый механизм.

## Последствия происшествия
- NTSB выпустил рекомендации всем авиакомпаниям мира заменить все замки грузовых дверей на самолётах Boeing 747-100 на более прочные[23].
- Экипаж рейса 811 был награждён за героизм[24].

## Дальнейшая судьба самолёта

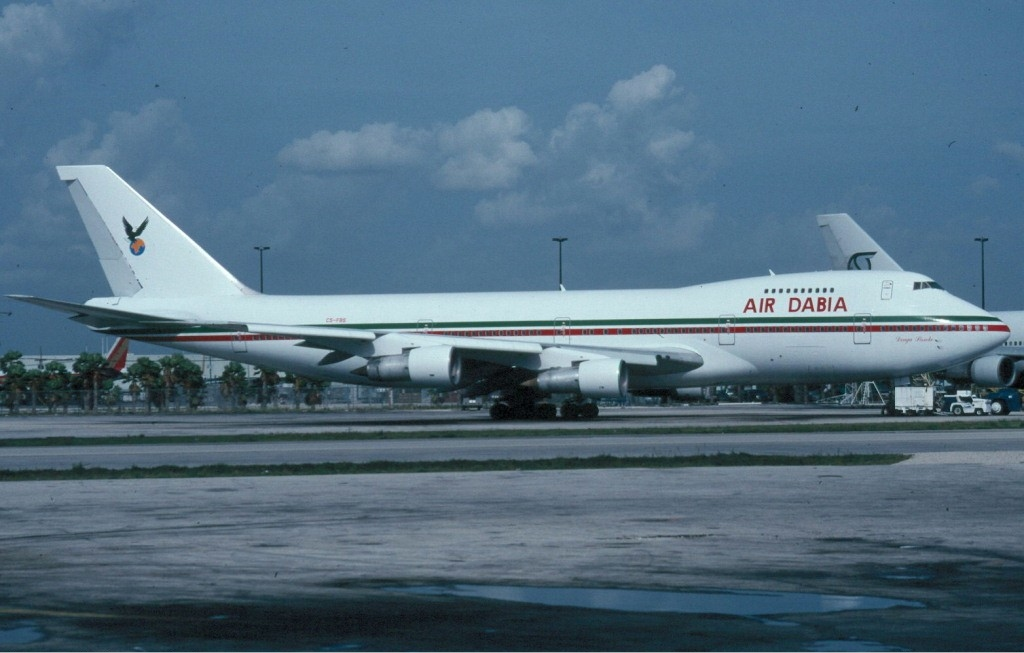
Пострадавший самолёт в 1999 году

Boeing 747-122 борт N4713U был успешно восстановлен и продолжил эксплуатироваться авиакомпанией United Airlines. 1 сентября того же года был перерегистрирован и получил бортовой номер N4724U.
18 марта 1997 года был куплен гамбийской авиакомпанией Air Dabia (борт C5-FBS). В 2001 году был списан и разделан на металлолом.

## Культурные аспекты
- Происшествие с рейсом 811 United Airlines показано в двух сериях канадского документального телесериала Расследования авиакатастроф — Незапертая дверь в смерть (1 серия 1 сезона) и Ужас над Тихим океаном (1 серия 24 сезона; была снята в честь 20-летия телесериала).
- Также оно показано в американском документальном телесериале от «MSNBC» Почему разбиваются самолёты[англ.] (англ. Why Planes Crash) в серии Точка разлома (англ. Breaking Point).